# Iglesia de San James (Charfield)

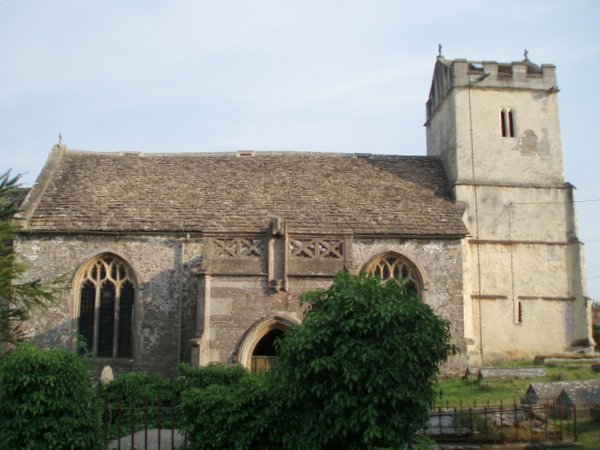
Iglesia parroquial de St James, Churchend, Charfield, Gloucestershire, vista desde el norte.

La iglesia de San James es una iglesia anglicana histórica en Churchend, en el pueblo de Charfield, Gloucestershire, Inglaterra, y está bajo el cuidado de The Churches Conservation Trust. Está registrada en la Lista del Patrimonio Nacional de Inglaterra como un edificio designado de grado I. Se encuentra en una empinada ladera con vistas a un valle.  

## Historia
La iglesia se origina en el siglo XIII. Fue reconstruida en gran parte en el siglo XV, usando el dinero del comercio de la lana local. Durante el siglo XVIII la industria se trasladó al valle, aislando la iglesia. Fue reparada durante la década de 1970. 

## Arquitectura
San James está construida en escombros de piedra, con techos de pizarra de piedra de Cotswold. Su planta consiste en una nave con un pasillo sur y un porche norte, un presbiterio y una torre oeste. La torre está en cuatro etapas con contrafuertes diagonales. En la etapa superior hay aperturas de campana de dos luces, y el parapeto está almenado. En la parte superior de la torre hay un techo de silla de montar. En la pared norte de la nave hay dos ventanas de tres luces, entre las cuales hay un porche con un parapeto perforado y un nicho para una estatua. El presbiterio contiene dos ventanas de tres luces en la pared norte, una ventana de tres luces al este y una puerta del sacerdote bloqueada. A lo largo de la pared del pasillo sur hay tres ventanas de tres luces.  
A nivel interno, entre la nave y la nave sur hay una de tres bahías de arcade con muelles octogonales. En la nave hay un bizco. La cabecera contiene un trifolio de tres cabezas y los restos de las cabezas para imaginar nichos. Hay monumentos conmemorativos están fechados en 1717 y 1756.

## Características externas
El cementerio contiene cinco tumbas de cofre separadas, y un grupo de cuatro tumbas de cofre, todas ellas designadas como edificios de grado II. Todos datan del siglo XVIII y son de sillería de piedra caliza. El grupo de cuatro tumbas data del mismo período y está rodeado de barandas de hierro fundido. También en el cementerio hay un monumento a las quince personas que murieron en el desastre ferroviario de Charfield en 1928 y la tumba de guerra de un aviador de la Segunda Guerra Mundial.